# Pyrenopeziza potentillae
Pyrenopeziza potentillae är en svampart som tillhör divisionen sporsäcksvampar, och som först beskrevs av Emil Rostrup, och fick sitt nu gällande namn av John Axel Nannfeldt. Pyrenopeziza potentillae ingår i släktet Pyrenopeziza, och familjen Dermateaceae. Arten är reproducerande i Sverige.